# Lee-Song Hee-il
Lee-Song Hee-il (coreano: 이송희일; Hanja: 李宋喜一; nacido en 1971) es un director de cine de Corea del Sur cuyo primer largometraje, No Regret es considerado "el primer largometraje gay coreano real". La película le valió el premio al Mejor Director de Cine Independiente en los premios Director's Cut Awards de 2006.

## Filmografía
- Sugar Hill (2000)
- Good Romance (2001)
- Four Letter Words (2002)
- Say That You Want To Fuck With Me (2003)
- Camellia Project (2004)
- No Regret (2006)
- Break Away (2010)
- Going South (2012)
- Suddenly, Last Summer (2012)
- White Night (2012)[3]
- Night Flight (2014)

## Vida privada
Lee-Song es abiertamente gay.